# Antoniet
Antonio Iborra Iborra, conosciuto calcisticamente come Antoniet (Alicante, 29 agosto 1933 – Alicante, 23 dicembre 2015), è stato un calciatore spagnolo.

## Carriera
In attività giocava come attaccante.